# Michael Pfliegler
Michael Pfliegler (* 26. Jänner 1891 in Guttenbrunn; † 11. Oktober 1972 in Wien) war ein österreichischer Theologe und Professor für Moral- und Pastoraltheologie in Wien. Mit Karl Rudolf war er Gründer und geistiger Führer der katholischen Jugendbewegung Neuland. Er bemühte sich um Annäherung von Kirche und Sozialismus. Viele seiner mehr als 30 Bücher wurden in fremde Sprachen übersetzt. Ihre Gesamtauflage erreichte mehr als eine halbe Million.

## Leben
Michael Pfliegler kam aus verarmten, bäuerlichen Verhältnissen. Durch Unterstützung von Pfarrern und Weihbischof Marschall konnte er schließlich die Matura machen. Ab Herbst 1911 studierte er als Alumne des Wiener Priesterseminars an der theologischen Fakultät der Universität Wien. Am 4. Juli 1915 wurde er zum Priester geweiht. Anschließend war er bis 1919 Kooperator an der Dekanatspfarre Kirchberg am Wechsel. 1920 wurde er zum Generalsekretär des „Christlich-deutschen Studentenbundes“ berufen. Ein leidenschaftlicher Artikel zur Arbeiterseelsorge im Klerus-Korrespondenzblatt machte viele auf ihn aufmerksam, so auch den Wiener Moraltheologen Ignaz Seipel. Dieser drängte Pfliegler zur Promotion. Er entwickelte sich zum katholischen Jugendführer Österreichs. 1921 gründete er den Bund Neuland, den er "als Teil der deutschen katholischen Jugendbewegung (neben Quickborn und Neudeutschland) verstand." Am 29. Mai 1922 erlangte er den Doktorgrad der Theologie. 
Von 1924 bis 1935 war er Religionsprofessor am Bundesgymnasium in Wien-Döbling. In diese Zeit gehören zahlreiche Veröffentlichungen zur Religionspädagogik. Das Wert- und Erlebnisdenken aufgrund der Phänomenologie und Wertethik Max Schelers wie die Anpassung des Religionsunterrichtes an die neuen psychologischen Einsichten (Eduard Spranger, Charlotte Bühler) wurde von Pfliegler sehr intensiv gefordert.
1924 wurde er Kuratbenefiziat an der Peterskirche am Graben in Wien. Er trat in der Seelsorge für die „unbehausten“ Christen ein und setzte sich für die „anderen“, die „fern und abseits Stehenden“, die „Feinde“ (etwa die Sozialisten) ein. Ab 1925 nahm er in der mit Karl Rudolf begründeten Zeitschrift Der Seelsorger immer mehr zur Großstadtpastoral Stellung. Das Problemfeld Kirche und Arbeiterschaft gehörte zu seinen Grundfragen. Berühmt wurden diesbezüglich auch seine Adventvorträge im Jahr 1930. Seine Bemühungen um außerhalb der Kirche Stehende drückten sich auch darin aus, dass er unermüdlich versuchte, Kirche und Sozialismus zusammenzuführen, bis das päpstliche Rundschreiben Quadragesimo anno die Unmöglichkeit festschrieb, zugleich Katholik und Sozialist zu sein. 
1935 folgte die Habilitation an der Universität Wien für die Fächer Pastoraltheologie und Katechetik. Sein Betreuer war Theodor Innitzer; die dreibändige Habilitationsschrift erschien 1935 im Tyrolia-Verlag unter dem Titel Der Religionsunterricht: seine Besinnung auf die psychologischen, pädagogischen und didaktischen Erkenntnisse seit der Bildungslehre Otto Willmanns. Ab Juli 1938 war er Supplent als Dozent der vakanten Lehrkanzel für Moraltheologie in Wien; er hatte zwar einen Ruf nach Salzburg erhalten, aber die Fakultät musste 1938 schließen. 1946 wurde er Ordinarius für Pastoraltheologie an der Wiener Universität. 
1961 wurde Pfliegler emeritiert. Am 11. Oktober 1972 starb er in Wien-Döbling, Iglaseegasse 42.

## Anerkennungen
- 1964 Preis der Stadt Wien für Geisteswissenschaften
- 1975 Benennung der Pflieglergasse in Wien-Hietzing

## Werke
- als Hg.: Die Eigenmessen der Erzdiözese Wien. Herder, 1925, 1926, 1947, 1964.
- Die pädagogische Situation. Innsbruck-Wien, 1932.
- Die Kirche und der Sozialismus im Lichte der "Quadragesimo anno". Wien, 1933.
- Heilige Bildung. Salzburg, 1933, 1934, 1936, 1948.
- Vor der Entscheidung: Überlegungen zur seelischen Bedrohtheit des heutigen Menschen. Pustet, Salzburg 1936, 1937, 1938, 1947.
- Der lebendige Christ vor der wirklichen Welt. Tyrolia, 1937, 1955.
- Der rechte Augenblick. Erwägungen zu den entscheidenden Zeiten im Bildungsvorgang. Salzburg, 1938, 1960.
- Dokumente zur Geschichte der Kirche. Tyrolia, 1938, 1957.
- Die religiöse Situation. Pustet, 1948.
- Der Weg. Tyrolia (Katholische Sittenlehre Lese- und Arbeitsbuch [...] für die 7. Klasse der österreichischen Mittelschulen), 1949.
- Priesterliche Existenz. Innsbruck, 1953, 1958.
- Leben, Bildung, heilige Bildung. Volksliturgisches Apostolat, 1957.
- mit Karl Rudolf: Custos, quid de nocte?. Herder, 1961.
- Pastoraltheologie. Herder, 1962, 1965.
- Theologie auf Anruf. Abhandlungen und Vorträge. Müller, 1963.
- Kerygmatik. Tyrolia, 1965.
- Mysterium und Verkündigung. Homilien. Herder, 1965.
- Zwischen Kindermund und Bischofswort. Erlebte Heiterkeit. Mit sechs Zeichnungen von Gottfried Pils, Styria 1967.